# Улютин, Денис Валерьевич
Денис Валерьевич Улютин (укр. Денис Валерійович Улютін; род. 18 апреля 1982) — украинский государственный деятель. С 2025 года — министр социальной политики, семьи и единства Украины. Ранее, с 2020 по 2025 год, был первым заместителем министра финансов Украины.

## Биография
Родился 18 апреля 1982 года. В 2004 году окончил Национальную академию государственной налоговой службы, получил квалификацию магистра финансов.

## Карьера
Начинал свой карьерный путь с должности главного государственного налогового инспектора Государственной налоговой администрации Украины.
С марта 2010 года по апрель 2016 года работал в аппарате премьер-министра Украины.
С апреля 2016 года по июнь 2018 года был руководителем патронатной службы министра финансов Украины. Имеет Благодарность Министерства финансов Украины от 16 июня 2017 года.
С апреля 2019 года занимал должность заместителя государственного секретаря Секретариата Кабинета министров Украины.
С 2020 по 2025 год занимал должность первого заместителя министра финансов Украины. В июле 2025 года был назначен министром социальной политики, семьи и единства Украины в правительстве Юлии Свириденко.

## Личная жизнь
Женат, имеет дочь.